# George Price Boyce

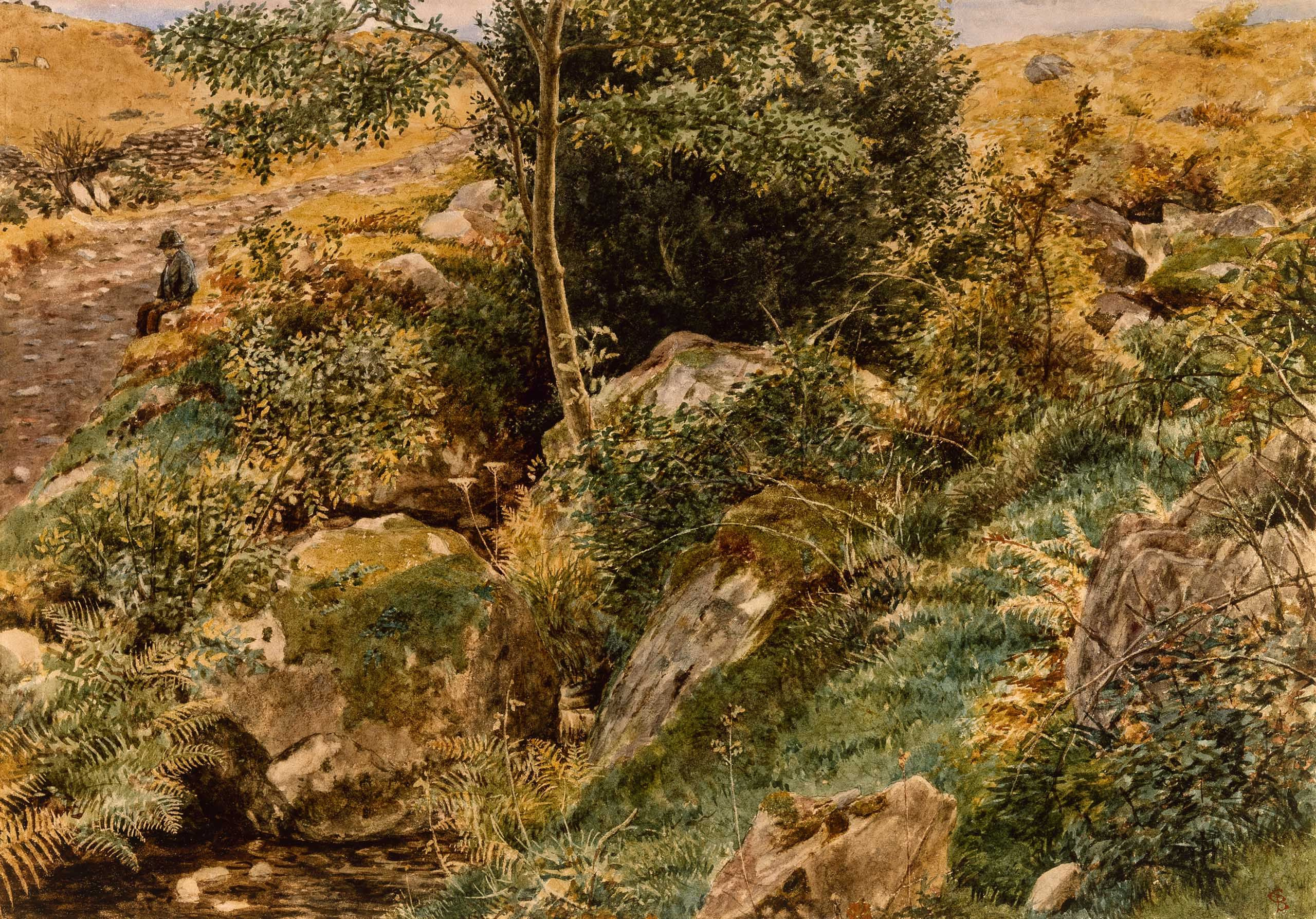
Autumn in the Welsh Hills, ca. 1860

George Price Boyce (Londen, 24 september 1826 – aldaar, 9 februari 1897) was een Engels kunstschilder die wordt geassocieerd met de beweging van de Prerafaëlieten.
Boyce was de zoon van een welvarende wijnkoopman en pandjesbaas. Hij was de oudere broer van de eveneens bij de Prerafaëlieten betrokken talentvolle schilderes Joanna Mary Boyce. Zij overleed op 30-jarige leeftijd in het kraambed.
Hij ging in 1846 in de leer bij een architectenbureau, waar hij drie jaar werkte als tekenaar. In 1849 ontmoette hij in Wales de landschapsschilder David Cox (1783 – 1859), die hem ertoe bracht zich te richten op de schilderkunst. Zijn vader steunde zijn beide kinderen bij het volgen van hun artistieke aspiraties.
Boyce maakte kennis met de kunsthistoricus John Ruskin en met Thomas Seddon en raakte eveneens bevriend met Dante Gabriel Rossetti, een van de voormannen van de Pre-Raphaelite Brotherhood. Zodoende kwam hij in aanraking met deze beweging en de andere daarbij betrokken kunstenaars. Hij beschrijft zijn levenslange vriendschap met Rossetti in zijn in 1940 gepubliceerde dagboeken.
In de vroege jaren 1850 vervaardigde hij landschap- en architectuurschilderingen. Hoewel hij ook wel in olieverf werkte, ging zijn voorkeur uit naar het aquarel. Mede op advies van Ruskin reisde hij naar Italië, waar hij gebouwen schilderde in Venetië en Verona. Ook bezocht hij Zwitserland en Egypte.
In 1864 werd Boyce geassocieerd lid van de Royal Water Colour Society en volledig lid in 1877. Hij was mede-oprichter van de Hogarth Club.